# Dačov Lom
Dačov Lom és un poble i municipi d'Eslovàquia. Es troba a la regió de Banská Bystrica.

## Història
La primera menció escrita de la vila es remunta al 1333.

## Demografia
| Godina             | 1994 | 2004   | 2014   | 2024   |
| ------------------ | ---- | ------ | ------ | ------ |
| Nombre de persones | 433  | 415    | 424    | 398    |
| Diferència         |      | −4,15% | +2,16% | −6,13% |

| Godina             | 2023 | 2024   |
| ------------------ | ---- | ------ |
| Nombre de persones | 391  | 398    |
| Diferència         |      | +1,79% |